# Lacinipolia alboguttata
Lacinipolia alboguttata là một loài bướm đêm trong họ Noctuidae.